# Влахово
Вижте пояснителната страница за други значения на Влахово.
Влахово (старо име: Ефлях) е село в Южна България. То се намира в община Смолян, област Смолян.

## География
Село Влахово се намира в планински район на 3км югоизточно от гр. Смолян. 
Има изключително красива природа.

## История
В османски поименен регистър от 1841 година се посочва, че от Ефлях са постъпили в армията 15 войници, което е косвено доказателство, че в селото живеят мюсюлмани. По време на Илинденско-Преображенското въстание (1903 година) в село Влахово има 55 къщи. В селото живеят мюсюлмани . 

## Природни забележителности
Село Влахово е известно с пещерата Потока в местността Поточе.